# Nikšić (Batočina)
Nikšić (em cirílico: Никшић) é uma vila da Sérvia localizada no município de Batočina, pertencente ao distrito de Šumadija, na região de Šumadija e Lepenica. A sua população era de 176 habitantes segundo o censo de 2011.

## Demografia
| 1948 | 1953 | 1961 | 1971 | 1981 | 1991 | 2002 | 2011 |
| ---- | ---- | ---- | ---- | ---- | ---- | ---- | ---- |
| 212  | 213  | 205  | 192  | 169  | 139  | 148  | 176  |